# Prinsenland
Prinsenland is een wijk in het stadsdeel Prins Alexander van de gemeente Rotterdam, in de Nederlandse provincie Zuid-Holland. 
De wijk grenst in het noorden bij de Prinsenlaan aan het Lage Land en wordt verder begrensd door de Prins Alexanderlaan in het oosten, de lijnen A en B van de metro in het zuiden en de A16 in het westen. In het zuiden grenst de wijk aan 's-Gravenland. 
Het noorden van de wijk is gebouwd in de jaren zestig, tegelijk met de bouw van het Lage Land. De rest van de wijk is in verschillende deelplannen gerealiseerd in de jaren negentig. Bij de nieuwbouw zijn de oude structuren van het gebied (Kralingseweg, Ringvaartweg, 's-Gravenweg) gehandhaafd. Ook de oude begraafplaats Oud Kralingen maakt deel uit van de wijk.
Aan de noordrand van de wijk ligt het Prinsenpark. In dit park bevinden zich een aantal speelweiden, een skatepark, de avonturen-speeltuin Pietje Bell en het kunstwerk Vierkant eiland in de plas gemaakt door kunstenaar Frans de Wit (Leiden, 1942-2004). Het kunstwerk markeert het historisch laagste punt van Nederland. Achteraf bleek het laagste punt niet in Prinsenland te liggen, maar in Nieuwerkerk aan den IJssel.